# كلاتة جاقري
كلاتة جاقري (بالفارسية: کلاته جاقری) هي قرية تقع في قسم ميلانلو الريفي (مقاطعة إسفراين) في إيران.